# رنگیا
رنگیا (به انگلیسی: Rangiya) یک منطقهٔ مسکونی در هند است که در بخش کامروپ واقع شده‌است. رنگیا ۲۶٬۳۸۹ نفر جمعیت دارد و ۳۹ متر بالاتر از سطح دریا واقع شده‌است.